# Aus tiefster Seele
Aus tiefster Seele ist ein US-amerikanisches Filmdrama des Regisseurs Joseph Greco aus dem Jahr 2006. Greco, der auch das Drehbuch verfasste, wurde zu diesem Film durch seine eigene Kindheit mit einer schizophrenen Mutter inspiriert.

## Handlung
Mary Marino leidet an Schizophrenie und weigert sich, ihre Medikamente zu nehmen. So muss sie ihr Mann John immer wieder in eine Nervenklinik einweisen lassen, weil er sich nicht anders zu helfen weiß. Doch am meisten leidet wohl ihr Sohn Chris unter der Situation. Seine Mutter blamiert ihn in der Öffentlichkeit – in der Schule wird er deswegen gehänselt. Die vielen Behandlungen belasten die Familienkasse stark. Trotzdem erfüllt sich der handwerklich begabte Familienvater den Traum, ein Boot zu bauen. Beim ersten Segeltörn kann Mary noch nicht dabei sein, denn die Medikamente versetzen sie in einen dämmrigen Geisteszustand. Sie hat sich offenbar entschlossen, den ärztlichen Verordnungen Folge zu leisten. Die ursprünglich geplante Fahrt als komplette Familie holen die Drei aber später nach.

## Hintergrund

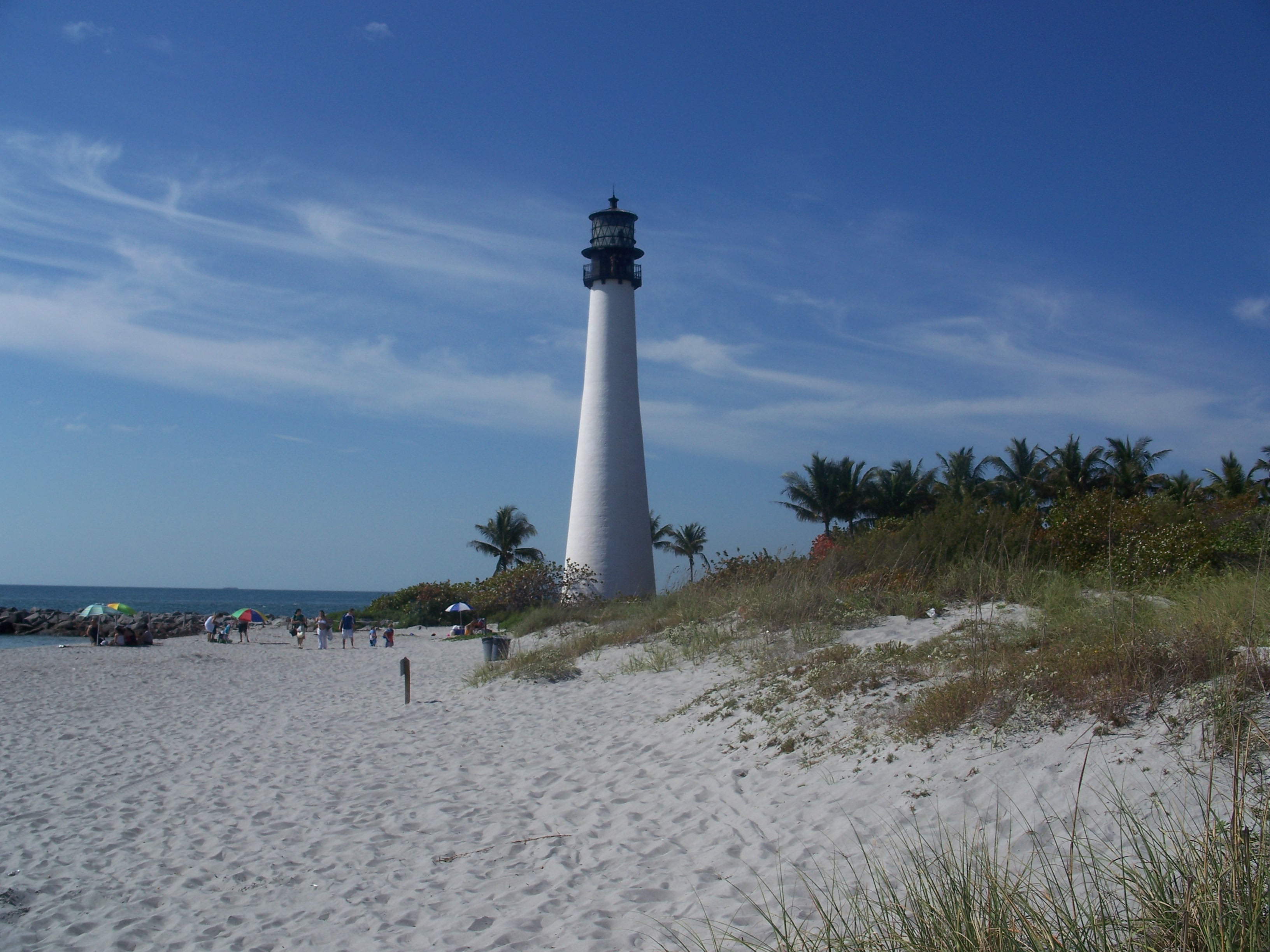
Strand im Bill Baggs Cape Florida State Park

Gedreht wurde der Spielfilm im Herbst 2005 in Florida. Das  Motiv, das Mary am häufigsten malt, ist der Strand am Fuße des Cape Florida Leuchtturms auf der vorgelagerten Insel Key Biscayne. Die Nachproduktion dauerte dann noch bis April 2006, sodass im Oktober auf dem Hamptons International Film Festival Premiere gefeiert werden konnte. Das Budget wird auf 1,5 Mio. US-Dollar geschätzt.
Laut Box Office Mojo betrugen die weltweiten Einnahmen 41.010 US-Dollar.
Cameo
In der 42. Minute ist der Regisseur Joseph Greco im Hintergrund als Arbeiter zu sehen.

## Filmmusik
Der Vorspann wird von dem Song Coming home der Band The 88 untermalt. Weitere Songs sind zu hören:
- Boogie Oogie Oogie – A Taste of Honey
- Mademoiselle voulez-vous danser  – Jimmy Buffett & The Coral Reefer Band
- Apples, Peaches, Pumkin Pie – Jay and The Techniques
- The Sloop John B
- It'll be christmas before you know it
- Homenaje a Celia Cruz

## Auszeichnungen
Der Film gewann 2006 und 2007 verschiedene Preise, darunter den Publikumspreis auf dem Nantucket Film Festival und dem Sarasota Film Festival.
Devon Gearhart war 2008 für den Young Artist Award nominiert.